# Parafia Podwyższenia Krzyża Świętego w Rakszawie
Parafia Podwyższenia Krzyża Świętego w Rakszawie – parafia rzymskokatolicka znajdująca się w archidiecezji przemyskiej w dekanacie Żołynia. Erygowana w 1906 roku. Jest prowadzona przez księży archidiecezjalnych. Mieści się pod numerem 350A.

## Historia
W latach 1880–1882 w Rakszawie zbudowano murowany kościół z fundacji ks. Antoniego Frączka z Brzózy Królewskiej. 25 sierpnia 1884 roku kościół został konsekrowany pw. Podwyższenia Krzyża Świętego przez bpa Łukasza Soleckiego. 
W 1900 roku kościół został rozbudowany. 23 kwietnia 1906 roku dekretem bpa Józefa Sebastiana Pelczara został erygowana parafia, z wydzielonego terytorium parafii Żołynia. 
Na terenie parafii mieszka 4006 wiernych.
Ekspozyci kościoła:
1889–1899. ks. Tomasz Sobota (ekspozyt).
1899–1904. ks. Józef Antosz (ekspozyt).
1904–1906. ks. Józef Dziedzic (ekspozyt).
Proboszczowie parafii:
1906–1923. ks. Józef Hejnar.
1923–1926. ks. Paweł Szarek
1926–1932. ks. Jan Dykiel.
1932–1934. ks. Władysław Bachota
1934–1977. ks. Józef Krupa.
1977–2005. ks. prał. Wiesław Opaliński.
2005–2011. ks. Marek Rybka.
2011–2023. ks. prał. Jan Woźniak.
2023– nadal ks. Mariusz Ryba.